# Sex, Lies and Videotape
Sex, Lies and Videotape (br: Sexo, Mentiras e Videotape /pt: Sexo, Mentiras e Vídeo) é um filme estado-unidense de 1989 escrito e dirigido por Steven Soderbergh.

## Sinopse
Ann (Andie MacDowell) é uma mulher frígida casada com o advogado John Mullany (Peter Gallagher) e frequenta um psicanalista a fim de resolver suas frustrações. John, o marido, tem um caso com a irmã de Ann, Cynthia (Laura San Giacomo).
A vida do casal começa a mudar com a chegada de Graham Dalton (James Spader), amigo de infância de John, que se muda para a cidade. Entre outras curiosidades, Graham grava videotapes com mulheres falando sobre sexo.

## Elenco
- James Spader...... Graham Dalton
- Andie MacDowell…… Ann Bishop Mullany
- Peter Gallagher…… John Mullany
- Laura San Giacomo…… Cynthia Patrice Bishop
- Ron Vawter...... Psicanalista
- Steven Brill Barfly......  Alexandra Root (Jovem no videotape)
- Earl T. Taylor...... Senhorio
- David Foil...... Amigo de John

## Principais prêmios e indicações
Festival de Cannes
- Palma de Ouro - Steven Soderbergh
- Prêmio Fipresci - Steven Soderbergh
- Prêmio de Melhor Ator - James Spader

Festival de Sundance
- Prêmio da Plateia - Steven Soderbergh